# Samythella pala
Samythella pala är en ringmaskart som beskrevs av Fauchald 1972. Samythella pala ingår i släktet Samythella och familjen Ampharetidae. Inga underarter finns listade i Catalogue of Life.